# Виборчий округ 217
Виборчий округ 217 — виборчий округ в місті Києві. В сучасному вигляді був утворений 28 квітня 2012 постановою ЦВК №82 (до цього моменту існувала інша система виборчих округів). Окружна виборча комісія цього округу розташовується в нежитловій будівлі (2-й поверх) за адресою м. Київ, вул. Героїв Дніпра, 32а.
До складу округу входить частина Оболонського району (окрім території на захід від вулиці Богатирської та на північ від Великої Кільцевої дороги разом з її уявним продовженням на схід). Виборчий округ 217 межує з округом 218 на заході, на північному заході і на півночі, з округом 96 на північному сході, з округом 213 на сході, з округом 215 на південному сході та з округом 220 на півдні. Виборчий округ №217 складається з виборчих дільниць під номерами 800471-800547 та 800577-800578.

## Народні депутати від округу
| Ім'я                           | Фото | Партія         | Скликання | Дата набуття повноважень | Дата припинення повноважень |
| ------------------------------ | ---- | -------------- | --------- | ------------------------ | --------------------------- |
| Бригинець Олександр Михайлович |      | Батьківщина    | 7-ме      | 12 грудня 2012           | 27 листопада 2014           |
| Білецький Андрій Євгенійович   |      | самовисуванець | 8-ме      | 27 листопада 2014        | 29 серпня 2019              |
| Безугла Мар'яна Володимирівна  |      | Слуга народу   | 9-те      | 29 серпня 2019           |                             |

## Результати виборів

### Парламентські

#### 2019
Кандидати-мажоритарники:
- Безугла Мар'яна Володимирівна (Слуга народу)
- Костенко Людмила Василівна (Європейська Солідарність)
- Жорін Максим Борисович (самовисування)
- Гаврилюк Оксана Євгенівна (Опозиційна платформа — За життя)
- Сорока Іван Миколайович (Батьківщина)
- Дерпак Віталій Михайлович (Сила і честь)
- Порхун Олександр Володимирович (самовисування)
- Іонов Сергій Вікторович (Партія Шарія)
- Гончаренко Ганна Володимирівна (самовисування)
- Сириця Тарас Федорович (Громадянська позиція)
- Костенко Олена Олександрівна (самовисування)
- Репеде Тетяна Сергіївна (самовисування)
- Лобода Наталія Миколаївна (Опозиційний блок)
- Дєхтярьов Олександр Володимирович (самовисування)
- Коваленко Микола Васильович (Єдність)
- Шеремет Андрій Олександрович (самовисування)
- Васьков Ярослав Валерійович (самовисування)
- Стародуб Анна Петрівна (самовисування)
- Поліщук Катерина Сергіївна (самовисування)
- Біленок Роман Сергійович (самовисування)
- Новіков Владислав Олегович (самовисування)
- Рищук Антон Анатолійович (самовисування)
- Пасічник Вадим Олексійович (самовисування)
- Рибка Михайло Миколайович (самовисування)
- Тесленко Кирило Геннадійович (самовисування)

#### 2014
Кандидати-мажоритарники:
- Білецький Андрій Євгенійович (самовисування)
- Столар Вадим Михайлович (самовисування)
- Козак Володимир Романович (самовисування)
- Руденко Руслан Володимирович (Громадянська позиція)
- Старовойт Володимир Миколайович (Батьківщина)
- Шалюта Юрій Миколайович (самовисування)
- Бойчук Микола Андрійович (Радикальна партія)
- Остапчук Марина Анатоліївна (Опозиційний блок)
- Вейдер Дарт Володимирович (Інтернет партія України)
- Столяр Вадим Анатолійович (самовисування)
- Столяр Вадим Григорович (самовисування)
- Батанов Юрій Олексійович (Сильна Україна)
- Турчінов Сергій Вікторович (самовисування)
- Котомкіна Оксана Федорівна (самовисування)
- Тропотяга Максим Васильович (самовисування)
- Сергєєв Кирило Олександрович (самовисування)
- Шульга Олександр Андрійович (Заступ)
- Клочко Андрій Андрійович (Блок лівих сил України)
- Маматов Олександр Леонідович (Зелена планета)
- Пересунько Сергій Іванович (самовисування)
- Левадний Віктор Іванович (самовисування)
- Козлов Юрій Володимирович (Ліберальна партія України)
- Шуляка Сергій Миколайович (самовисування)
- Шкурдай Ольга Арленівна (самовисування)
- Лордкіпанідзе Наталія Сергіївна (самовисування)
- Ігнатов Вадим Валентинович (Мерітократична партія України)
- Бабенюк Василь Григорович (самовисування)
- Крамаренко Олег Віталійович (самовисування)

#### 2012
Кандидати-мажоритарники:
- Бригинець Олександр Михайлович (Батьківщина)
- Столар Вадим Михайлович (самовисування)
- Крикунов Юрій Володимирович (УДАР)
- Силантьєв Денис Олегович (самовисування)
- Вільдман Ігор Лазаревич (самовисування)
- Годунов Юрій Борисович (Партія регіонів)
- Лановий Володимир Тимофійович (самовисування)
- Карасьов Вадим Юрійович (Єдиний центр)
- Глуховський Олексій Станіславович (Комуністична партія України)
- Гуреєв Василь Миколайович (самовисування)
- Габер Микола Олександрович (Патріотична партія України)
- Соболев Максим Олегович (Радикальна партія)
- Товстий Василь Охрімович (самовисування)
- Жадан Володимир Анатолійович (самовисування)
- Товтрівська Олеся Олександрівна (самовисування)
- Ільницький Сергій Васильович (Україна — Вперед!)
- Андрєєв Олександр Вікторович (самовисування)
- Дерпак Віталій Михайлович (самовисування)
- Похилевич Валерій Андрійович (самовисування)
- Забавський Дмитро Анатолійович (самовисування)
- Новіков Олег Володимирович (самовисування)

## Явка
Явка виборців на окрузі: